# Паисий (патриарх Иерусалимский)
Патриа́рх Паи́сий (греч. Πατριάρχης Παΐσιος, в миру Панайотис Ламбардис, греч. Παναγιώτης Λαμπάρδης; ум. 2 декабря 1660, остров Кастелоризо) — епископ Иерусалимской Православной Церкви, патриарх Иерусалимский и всей Палестины (1645—1660).

## Биография
Уроженец Пелопоннеса. Паисий был слугой патриарха Софрония, игуменом подворья Гроба Господня в Яссах.
После смерти патриарха Феофана, в 1645 году был избран его преемником. После своего избрания он запросил ратификацию своих патриарших прав у султана Ибрагима и прибыл в Иерусалим, где был принят с большими почестями. Ему сразу же удалось добиться указа, в очередной раз закреплявшего право владения святынями Палестины за Иерусалимским патриархатом.
Первоначально занялся вопросом синаитов, посетил Валахию и Россию.

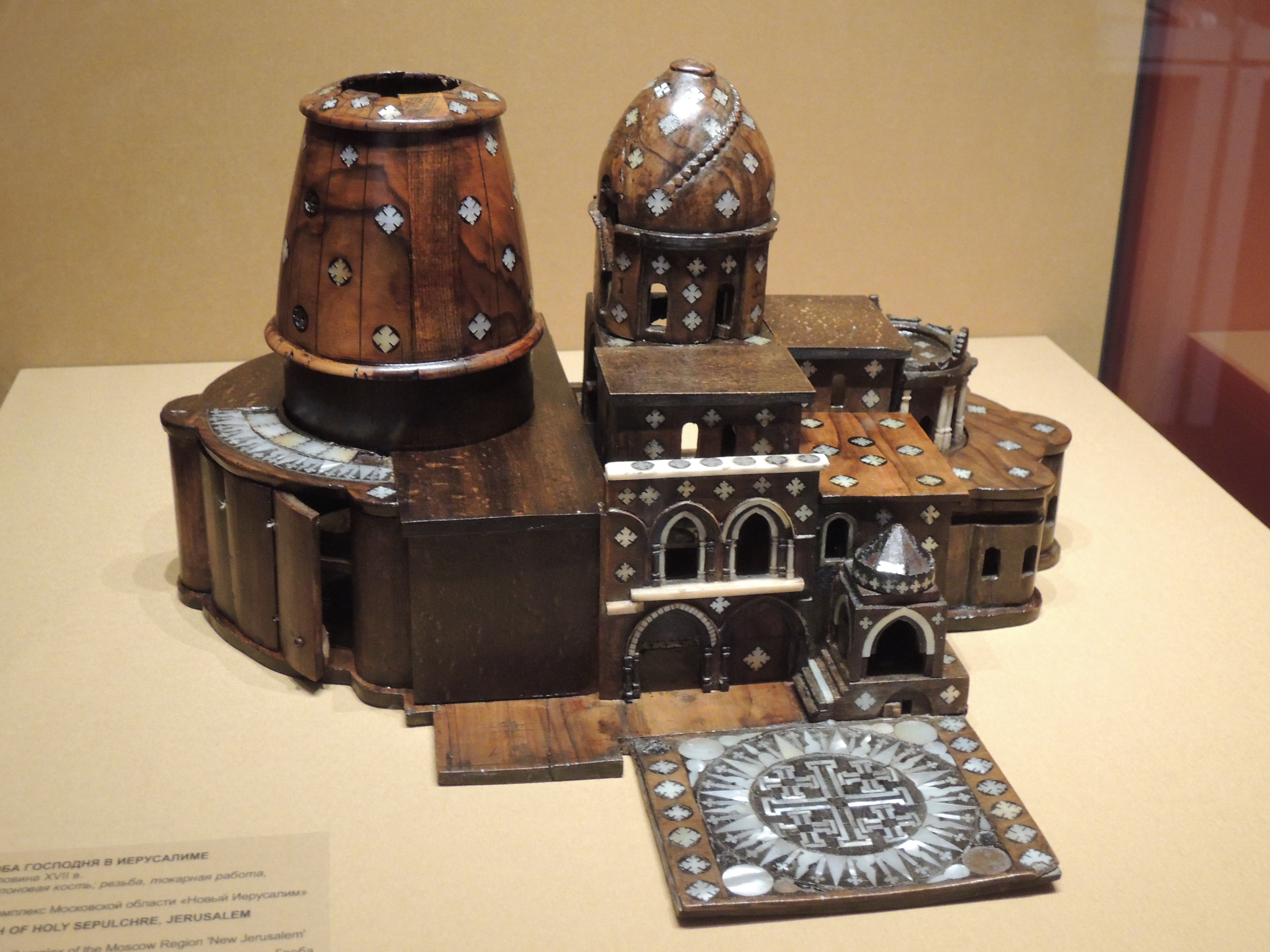
Модель Храма Гроба Господня в Иерусалиме. Иерусалим, 1-я пол. XVII века. Кипарис, перламутр, сосновая кость. (Музей «Новый Иерусалим»). Патриарх Никон писал, что модель была привезена в Россию иерусалимским патриархом Паисием в 1649 году. Она стала для Никона одним из образцов для почти буквального копирования храма Гроба Господня на Русской земле. Известно, что такие модели изготовлялись в Иерусалиме и расходились по всему христианскому миру.

Прибыл в Москву в январе 1649 года за милостыней для храма Гроба Господня. Указал царю Алексею Михайловичу и патриарху Московскому Иосифу на несогласие в чинопоследованиях и обрядах Московской церкви с греческой. 11 марта 1649 года возвел в сан митрополита архимандрита Никона (Минина), впоследствии патриарха. В этом же году посетил Троице-Сергиев монастырь. В сопровождении Арсения Суханова выехал из Москвы 10 июня 1649 года и в августе того же года прибыл в Яссы.
В течение нескольких лет жил в Валахии, не желая возвращаться в Иерусалим, доколе на Константинопольском престоле оставался Парфений II, с которым враждовал. В Тырговиште в 1650 году, вкупе с другими греческими иерархами, принимал участие в прениях о вере и обрядах с Сухановым, осудил сожжение афонскими монахами книг московской печати. По сведениям, полученным Сухановым по прибытии в Константинополь в мае 1651 года, Паисий был причастен к организации убийства патриарха Парфения (убит янычарами 16 мая 1651 года).
Скончался в 1660 году на острове Кастелоризо.